# Вирджинио Орсини (Брачано)
Вирджѝнио Орсѝни (на италиански: Virginio Orsini; * 11 септември 1572, дн. Италия; † 9 септември 1615, Рим, Папска държава) от рода Орсини, е втори херцог на Брачано от 1585 г. до смъртта си.

## Произход
Той е син на Паоло Джордано I Орсини (* 1541, † 1585) – военен, маркиз на Ангуилара, първи херцог на Брачано, и на първата му съпруга Изабела де Медичи (* 1542, † 1576). Негови дядо и баба по бащина линия са Джироламо Орсини, граф на Талякоцо и господар на Брачано, и Франческа Сфорца ди Санта Фиора, а по майчина – Козимо I де Медичи, велик херцог на Тоскана, и Елеонора ди Толедо. Майка му е вероятно убита от баща му заради изневяра. Има един брат и една сестра:
- Франческа Елеонора, нар. Нора (* 1571, † 1634), херцогиня на Сени, графиня на Санта Фиора и Котиньола, маркиза на Прочено и Варци като съпруга на Алесандро Сфорца ди Санта Фиора;
- Изабела (*/ † 1572)

## Биография
През 1585 г. наследява титлата и собственостите на баща му.
Има славен живот: награден е с Ордена на Златното руно, който дава престиж на вече известното и могъщо семейство Орсини. Той е в служба на Венецианската република, а по-късно и на Църквата.
Благодарение на брака на баща му с Изабела де Медичи, докато кардинал Фердинандо I де Медичи не се отказва от кардиналския пост, за да даде законни наследници на дома, Вирджинио се смята за единственият мъжки наследник на Медичите за наследството на Великото херцогство. По-късно получава правото на предимство пред синовете на Великия херцог в тържествени пътувания с други почести като експлозия от топовни залпове при влизането му в пристанищата на Ливорно и Чивитавекия. В това си качество обаче необходимостта да води разкошен живот като други принцове от неговия ранг скоро го кара да разпилее прогресивно семейното богатство.
През 1606 г. си връща владението върху древните владения на Ориоло, Виано, Иския и Рота, отстъпени на семейство Сантакроче от Джентиле Вирджинио Орсини, за да избегне изземването им от Борджиите, но дължи 130 000 скуди от дълга „Монте ди Виано“, което влошава ситуацията семейни активи.

## Брак и потомство
∞ 20 март 1589 за Флавия Дамашени Перети (* 1574, Рим; † 14 септември 1606, Флорентинска република), роднина на папа Сикст V, от която има осем сина и четири дъщери:
- Паоло Джордано II Орсини (* 1591, Рим; † 24 май 1656, Брачано), издигнат до титлата „принц на Свещената Римска империя“ с квалификацията „Преветлейше височество“ – титла, която го издига над всички останали имперски принцове; ∞ за управляващата принцеса на Пиомбино Изабела Апиано (* 1577, † 1661), от която няма деца, има 1 извънбрачен син
- Алесандро Орсини (* 1592, Брачано; † 22 август 1626, Брачано), кардинал и папски легат
- Изабела Орсини (* 1597, † 1623), ∞ за херцога на Гуастала Чезаре II Гонзага (* 1592, † 1632), от когото има 2 сина
- Мария Фелиция Орсини (* 12 ноември 1599, Флоренция; † 5 юни 1666, Мулен), ∞ за херцог Анри II дьо Монморанси (* 1599, † 1666), от когото няма деца; става монахиня след овдовяване
- Камила Орсини (* 29 юли 1603, † 14 март 1685[3]), ∞ за принца на Сулмона Маркантонио II Боргезе (* 1601, † 1658), племенник на тогавашния управляващ папа Павел V, от когото има 1 син; като вдовица се присъединява към салезианските девици;
- Фердинандо Орсини (* Рим; † 4 март 1660, Рим), 4-ти херцог на Брачано (1656 – 1660), ∞ за Джустиниана ди Джовани Антонио Орсини ди Сан Джемини († 1663), от която има 3 сина и 3 дъщери и така довежда тези от линията на Орсини ди Сан Джемини в семейните активи;
- Козимо Орсини († пр. ноември 1619), военен
- Франческо Орсини († 1 април 1667), абат на Фарфа от 1622 до 1627 (отричане), по-късно йезуит
- Вирджинио Орсини (* 1600, † 8 май 1646), бос кармелит като Джован Батиста ди Джезу Мария от 22 февруари 1627.
- Карло Орсини († 21 август 1615)
- Раймондо Орсини (†, като бебе)
- Мъртвородена дъщеря († 14 септември 1606). Майка ѝ умира при раждане.

- Децата на Вирджинио Орсини
- Паоло Джордано II
- кардинал Алесандро
- Мария Фелицита (вероятно)

## Вирджинио в литературата
Той е герой на Шекспир в пиесата „Дванадесетата нощ“ (Twelfth Night, or What You Will).